# 石橋麻美子
石橋麻美子（日语：／ Ishibashi Mamiko，1997年6月15日—），日本女子羽毛球運動員。千葉縣出生，畢業於六実中学校及京都外大西高校，其後加入日立化成，並為羽毛球隊的成員。

## 簡歷
2018年9月，石橋麻美子出戰波蘭羽毛球國際賽，與篠田未來合作赢得女子雙打比賽冠軍。

## 主要比賽成績
只列出曾進入準決賽的國際賽事成績：
| 年份   | 賽事             | 公開賽級別 | 項目     | 拍檔     | 成績 |
| ------ | ---------------- | ---------- | -------- | -------- | ---- |
| 2018年 | 波蘭羽毛球國際賽 | 國際挑戰賽 | 女子雙打 | 篠田未來 | 冠軍 |

| 2007-2017年 | 首要超級賽 | 超級賽 | 黃金大獎賽 | 大獎賽 | 國際挑戰賽 | 國際系列賽 | 未來系列賽 | 其他 |

| 2018-2026年 | 總決賽 | 超級1000賽 | 超級750賽 | 超級500賽 | 超級300賽 | 超級100賽 | 國際挑戰賽 | 國際系列賽 | 未來系列賽 | 其他 |